# Eois costalaria
Eois costalaria är en fjärilsart som beskrevs av William Schaus 1901. Eois costalaria ingår i släktet Eois och familjen mätare. Inga underarter finns listade i Catalogue of Life.